# Brothers to the Rescue

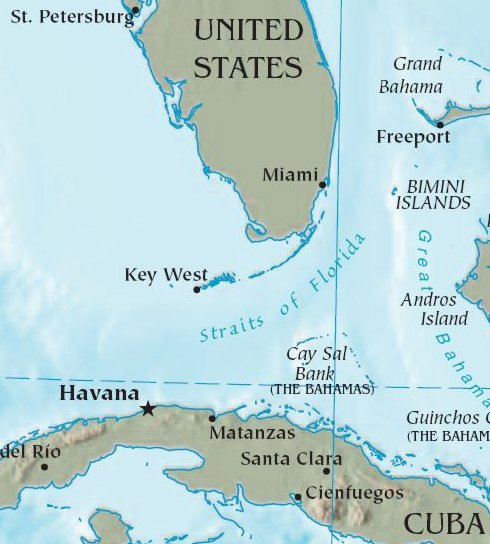
Kuba liegt 145 km südlich des US-Bundesstaates Florida.

Brothers to the Rescue (spanisch: Hermanos al Rescate, deutsch: Brüder für die Rettung, BTTR) war eine in Miami ansässige und 1991 vom Exilkubaner José Basulto gegründete Freiwilligen-Organisation von Piloten, die bis 2003 aktiv war. Gründungszweck und Hauptbetätigung der Gruppe war die Unterstützung von kubanischen Bootsflüchtlingen durch Entdeckung und Hilfe aus der Luft.
Als aufgrund neuer US-Einreiseregeln ab 1995 deutlich weniger Kubaner den lebensgefährlichen Fluchtweg wählten, machten die Brothers to the Rescue durch Provokationen der von ihnen politisch abgelehnten kubanischen Regierung Fidel Castros wie vor allem öffentlichkeitswirksame Flugblattabwürfe auf sich aufmerksam, teilweise unter Verletzung des kubanischen Luftraums. Im Februar 1996 wurden zwei unbewaffnete Zivilmaschinen der Brothers to the Rescue in internationalem Luftraum durch zwei Kampfflugzeuge der kubanischen Luftabwehr abgeschossen und die vier Insassen getötet. Nach einer internationalen Untersuchung wurde Kuba für den Abschuss von den Vereinten Nationen verurteilt. Der Vorfall hatte eine nachhaltige Verschlechterung der Beziehungen zwischen Kuba und den Vereinigten Staaten zur Folge.

## Aktivitäten
In den ersten Jahren rettete die Gruppe aktiv kubanische Flüchtlinge, die mit selbst gebauten Flößen oder Booten die Überfahrt versuchten. Ihnen wird bei rund 2500 Flugeinsätzen innerhalb von 13 Jahren die Mithilfe zur Rettung von über 4200 Kubanern zugeschrieben, die aus ihrem Land flüchteten. Die 1995 neu eingeführte Wet foot/Dry foot-Politik, die bedeutete, dass von der US-Küstenwache auf offener See aufgegriffene Flüchtlinge nach Kuba zurücktransportiert werden, entzog den Piloten die Grundlage: Entdeckte Bootsflüchtlinge konnten sie allenfalls aus Seenot retten, ihnen aber nicht mehr zur erfolgreichen Ankunft verhelfen. Nach Angaben von Basulto sichteten die Brothers to the Rescue zwischen August 1995 und März 1996 keine weiteren Bootsflüchtlinge auf dem Meer. Da die Gruppe stark von Spenden zugunsten der Flüchtlinge abhängig war, gingen ihre Einnahmen daraufhin stark zurück: von 1,15 Millionen Dollar im Jahre 1994 auf nur noch 320.455 Dollar ein Jahr später.
Infolgedessen verlagerte die Gruppe den Schwerpunkt ihrer Aktivitäten. In ihrer spektakulärsten Aktion warfen die Brothers to the Rescue im Juli 1995 und erneut im Januar 1996 Tausende Flugblätter ab, die in Havanna landeten und deren Inhalt sich gegen die kubanische Regierung richtete. Nach Angaben Basultos waren sie mit dem Text der Allgemeinen Erklärung der Menschenrechte bedruckt. Im Vergleich zu den Vorjahren führten sie wesentlich weniger Suchaktionen nach hilfsbedürftigen Bootsflüchtlingen durch. 1999 erklärte Basulto: „Unsere Hauptziele sind der Sturz der kommunistischen Tyrannei und die Errichtung eines demokratischen Systems, dabei wenden wir in einer gewaltfreien Strategie konfrontative Methoden an.“ Fidel Castro nannte die Brothers to the Rescue eine „terroristische Mafiaorganisation“. 2003 stellte die Gruppe ihre Flüge aus Geldmangel ein.
Brothers to the Rescue war eine Freiwilligen-Organisation, die überwiegend aus Sportpiloten bestand und sich aus Angehörigen von 17 Nationen zusammen setzte. Die Gruppe verfügte seit 1991 über insgesamt sechs eigene Flugzeuge. Als letztes davon verkaufte Basulto im November 2008 die Cessna, in der er im Februar 1996 dem Abschuss durch Kampfflugzeuge des kubanischen Militärs entgangen war, einem exilkubanischen Geschäftsmann als historisches Erinnerungsobjekt. Den Kaufpreis von 100.000 US-Dollar spendete er einem von katholischen Ordensschwestern organisierten Hilfsprojekt zugunsten von Opfern der besonders zerstörerischen Hurrikane Gustav und Ike in Kuba und Haiti.

## Der Flugzeugabschuss 1996

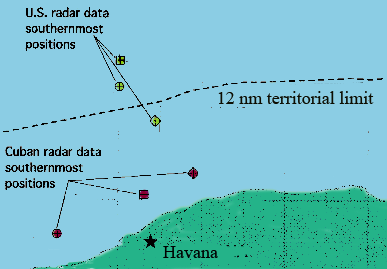
Diese Karte zeigt die südlichste Position vor dem Vorfall, gemäß US-amerikanischen und kubanischen Daten.

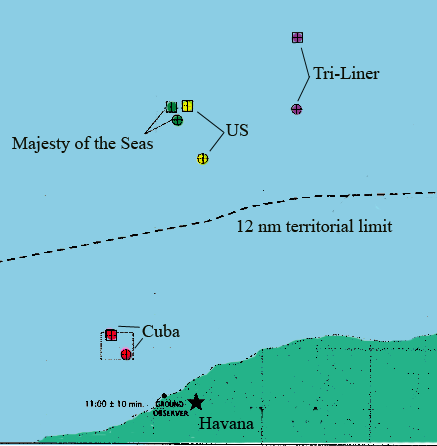
Diese Karte zeigt die Position der Abschüsse. Da sich die kubanischen und die US-Daten widersprechen, ermittelte die ICAO die wahrscheinlichste Position gemäß der Informationen des Schiffs „Majesty of the Seas“.

Am 24. Februar 1996 schossen zwei kubanische Militärjets, eine MiG-23 und eine MiG-29, zwei Flugzeuge der Brothers to the Rescue ab. Dabei wurden die Piloten Carlos Costa, Armando Alejandre Jr., Mario de la Peña und Pablo Morales getötet. Eine dritte Maschine, von José Basulto geflogen, wurde ebenfalls verfolgt, entkam jedoch ohne Beschuss. Die Flugzeuge waren unbewaffnete Cessna 337, ein zweimotoriges, ziviles Leichtflugzeug.

### Die Untersuchung durch die Internationale Zivilluftfahrt-Organisation
Der Vorfall wurde auf Antrag der USA im UN-Weltsicherheitsrat und unter Zustimmung Kubas durch die Internationale Zivilluftfahrt-Organisation (ICAO) detailliert untersucht. Der Abschlussbericht machte die folgenden Feststellungen:
- Der Abschuss ziviler Flugzeuge wurde als unvereinbar mit grundlegenden Regeln der Humanität und den üblichen Regeln der internationalen Luftfahrt verurteilt.
- Die beiden Flugzeuge wurden 9 bzw. 10 Seemeilen außerhalb kubanischen Luftraums abgeschossen. Angesichts deutlich abweichender Positionsangaben der kubanischen und US-amerikanischen Behörden bestimmten die Ermittler den Abschussort mit Hilfe der Daten zweier in unmittelbarer Nähe gefahrener Schiffe und der Beobachtungen ihrer Besatzungen und Passagiere.
- Kuba hatte unter Missachtung internationaler Luftverkehrsregeln weder versucht, die Zivilflugzeuge per Sprechfunk zur Kursänderung aufzufordern, noch sie nach dem Abfangen durch die Kampfflieger aus dem betreffenden Luftraum zu führen oder zur Landung auf einem bestimmten Flugplatz zu bewegen.[9]

Der ICAO-Bericht rekonstruierte auch die Vorgeschichte des Abschusses. Er dokumentierte die folgenden Ereignisse:
- Kuba hatte die USA über mehrfache Verletzungen seiner 12-Meilen-Zone (etwa 22 Kilometer) durch US-amerikanische Flugzeuge seit Mai 1994 informiert und wiederholt Maßnahmen zur Verhinderung weiterer Luftraumverletzungen gefordert, zu denen die USA verpflichtet waren.
- Nach einem mit Flugblattabwurf verbundenen Tiefflug über Havanna hatte Kuba im Juli 1995 öffentlich angekündigt, zukünftige Verletzer des kubanischen Luftraums hätten mit Abschuss zu rechnen.
- Im Januar 1996 waren erneut Flugblätter in Havanna gelandet, die nach Angaben des Piloten außerhalb des kubanischen Luftraums abgeworfen und mit dem Wind ans Ziel gelangt waren. Nach kubanischen Angaben waren zwei Flugzeuge in den kubanischen Luftraum eingedrungen.
- Die US-amerikanischen Behörden hatten in öffentlichen Erklärungen sowie direkt gegenüber José Basulto vor den Konsequenzen ungenehmigten Eindringens in den kubanischen Luftraum gewarnt und rechtliche Schritte gegen Basulto eingeleitet.
- Nach den Flugblattabwürfen im Januar war der Leiter der kubanischen Luftverteidigung von der Regierung autorisiert worden, zur Verhinderung ähnlicher Aktionen persönlich über militärisches Eingreifen bis hin zum Abschuss zu entscheiden.
- Das Außenministerium der Vereinigten Staaten hatte die für die zivilen und militärischen Luftbewegungen zuständigen Stellen über die Möglichkeit unautorisierter Flüge der Brothers to the Rescue informiert und im Hinblick auf Sanktionen die Dokumentation etwaiger Verletzungen kubanischen Luftraums angefordert.
- Abweichend von ihren zuvor hinterlegten Flugplänen flogen die Piloten der drei Flugzeuge am 24. Februar 1996 in von Kuba als Gefahrenzonen definierte Lufträume.[9]

### Verurteilung Kubas durch die Vereinten Nationen
In seiner Erklärung zur Annahme des Untersuchungsberichts verurteilte der Rat der Internationalen Zivilluftfahrt-Organisation den Einsatz von Waffen gegen fliegende Zivilflugzeuge als unvereinbar mit elementaren Überlegungen der Menschlichkeit und des Völkerrechts. Er merkte aber auch an, dass jeder Staat die absichtliche Nutzung von in seinem Zuständigkeitsbereich zugelassenen Zivilflugzeugen für den Grundsätzen der Zivilluftfahrt widersprechende Ziele wirksam zu verbieten habe.
Die kubanische Regierung lehnte die zentralen Aussagen des Berichts mit der Begründung ab, die USA hätten die Untersuchung behindert und Daten verfälscht. Sie bestand auf der durch Zeugenaussagen im ICAO-Bericht widerlegten Behauptung, der Abschuss sei in kubanischem Luftraum erfolgt und vertrat die fragwürdige Auffassung, die Flugzeuge hätten nicht den Status von Zivilflugzeugen gehabt.
Gestützt auf den ICAO-Bericht verabschiedete der Sicherheitsrat der Vereinten Nationen im Juli 1996 Resolution 1067, in der der Abschuss verurteilt und Kuba aufgefordert wurde, die Regeln der internationalen Luftfahrt einzuhalten (13 Mitglieder stimmten der Resolution zu, Russland und die Volksrepublik China enthielten sich).

### Weitere Einzelheiten
Zwei der drei an diesem Tag fliegenden Flugzeuge wurden abgeschossen. Das dritte mit Basulto an Bord wurde ebenfalls abgefangen und zum Abschuss freigegeben. Zwei MiG-23 der kubanischen Luftwaffe versuchten, es bei seinem Flug Richtung Norden zu jagen. Basierend auf Aufzeichnungen und Basultos bekannter Position verfolgten sie es bis zum 24. Breitengrad und bis hinein in US-amerikanischen Luftraum, bevor die Mission abgebrochen wurde, da die kubanischen Verantwortlichen das Risiko erkannten, zu weit nördlich zu fliegen und in den Luftraum der Vereinigten Staaten einzudringen. Laut US-Militär ist die Tatsache, dass keine F-15 der U.S. Air Force aufstiegen, auf einen „Kommunikationsfehler“ zurückzuführen. Laut der erst 2003 eingereichten Anklageschrift gegen die kubanischen Kampfflieger-Piloten und ihren Befehlshaber hatte der bei Brothers to the Rescue aktive kubanische Doppelagent Juan Pablo Roque dem FBI zuvor mitgeteilt, für das Wochenende des 24. Februar 1996 seien keine Flüge der Organisation geplant. Er gab jedoch die Information über die geplanten Flüge an seine kubanischen Auftraggeber weiter.
Die im ICAO-Bericht festgestellten Bemühungen des US-Außenministeriums, die BTTR von Verletzungen des kubanischen Luftraums abzubringen, standen im Zusammenhang mit vertraulichen Verhandlungen der Clinton-Administration mit der Castro-Regierung, die eine Entspannung der Beziehungen zwischen Washington und Havanna zum Ziel hatten – eine Politik, die von den Wortführern der exilkubanischen Gemeinde vehement abgelehnt wurde. Der damalige Gouverneur des Bundesstaates New Mexico und Vertraute des Präsidenten, Bill Richardson, hatte sich seit Ende 1995 mehrfach mit Fidel Castro getroffen und dabei am 10. Februar 1996 in Havanna im Austausch für die von den USA erbetene Ausreise politischer Gefangener aus Kuba die Einstellung von Luftraumverletzungen durch die Brothers to the Rescue zugesagt, womit Clinton zuvor Verkehrsminister Federico Peña als Verantwortlichen für die Luftfahrtbehörde Federal Aviation Administration (FAA) beauftragt hatte. Am selben Tag begleitete Richardson drei befreite kubanische Oppositionelle von Havanna nach Miami, zur wirksamen Kontrolle der provozierenden Flüge der BTTR kam es jedoch nicht. Aussagen verschiedener US-Behördenvertreter in Gerichtsverfahren, parlamentarischen Anhörungen und z. T. erst 2011 offengelegten internen Schreiben, legen mehrere Schlüsse nahe, warum die provozierenden Flüge trotz der Anweisung von Präsident Clinton nicht unterbunden wurden:
- Die für die Umsetzung zuständigen Stellen waren sich nicht im Klaren, mit welchen gesetzlichen Mitteln sie die Flüge stoppen sollten, da z. B. den kubanischen Hinweisen nicht rechtzeitig nachgegangen und keine eigene Dokumentation über Verletzungen des kubanischen Luftraums angelegt worden waren.
- Nicht alle Piloten der Gruppe waren von den Behörden über das durch die Luftraumverletzungen entstandene Risiko gewarnt worden, und José Basulto, der Leiter der BTTR missachtete solche Warnungen bewusst, anstatt sie an die Mitglieder seiner Gruppe weiterzugeben.
- Die wenigsten Mitarbeiter der verschiedenen mit dem Thema befassten US-Behörden oder Mitglieder der BTTR hielten es trotz der kubanischen Warnungen für möglich, dass Kuba tatsächlich unbewaffnete Zivilflugzeuge abschießen würde.[17][18][3]

Politische Beobachter vermuten, dass der Abschuss der beiden Flugzeuge nicht rein zufällig an jenem Tag erfolgte. Am selben Tag sollte in Kuba das erste nationale Treffen der Dissidenten-Organisation Concilio Cubano stattfinden. Für die kubanische Regierung bot sich damit wiedereinmal die Möglichkeit, die Opposition als „Agenten des US-Imperialismus“ zu brandmarken und deren Verfolgung zu rechtfertigen. Seitens Kubas wurde eine Mitverantwortung energisch zurückgewiesen.

### Bedeutung für den Spionageprozess gegen die „Miami Five“
Der Abschuss war 2001 Gegenstand des Verfahrens um die „Miami Five“, fünf Mitgliedern des 1998 aufgedeckten kubanischen Agentenrings „Red Avispa“, die unter anderem die Brothers to the Rescue infiltriert und Informationen über geplante Flüge nach Kuba gemeldet hatten. Der Hauptangeklagte und Leiter des Netzwerks, Gerardo Hernández, wurde u. a. wegen Verschwörung zum Mord an den vier BTTR-Piloten zu lebenslanger Haft verurteilt. Für den Tatbestand des Mordes war die von der Verteidigung bestrittene Feststellung des Abschussortes durch die ICAO als außerhalb des kubanischen Luftraums gelegen von Bedeutung. Die Flugzeuge wurden beide in großer Nähe zum Fischerboot „Tri-Liner“ abgeschossen. Vom Kreuzfahrtschiff Majesty of the Seas wurden Rauchfahnen des Abschusses gefilmt. Beide Schiffe befanden sich gemäß ihrer GPS-Navigationssysteme nicht in kubanischen Gewässern. Die Kapitäne und mehrere Crewmitglieder sagten unter Eid über die Position ihrer Schiffe aus und über das, was sie an diesem Tag sahen.
Die Jury im Gerichtsverfahren der Miami Five befand als erwiesen, dass der Anführer des Agentenrings Red Avispa, Gerardo Hernández, verschlüsselte Funksprüche erhalten hatte, in denen die bei Brothers to the Rescue eingeschleusten Agenten Juan Pablo Roque und René González davor gewarnt wurden, zwischen dem 24. und 27. Februar an Flügen der Organisation teilzunehmen. Für den Fall, dass sich dies nicht vermeiden ließe, sollten sie zur Identifizierung über Funk codierte Parolen sprechen.
Im Laufe des Prozesses wurde auch José Basulto als Zeuge vernommen, der u. a. über seine Vergangenheit als von der CIA ausgebildeter Teilnehmer der Invasion in der Schweinebucht und über einen 1962 von ihm verübten Granatenangriff auf ein kubanisches Hotel berichtete. Ein Beamter der Luftfahrtbehörde FAA sagte aus, dass Basulto im Sommer 1995 auf eine ausgesprochene Warnung vor einem möglichen Abschuss abweisend antwortete: „Sie müssen verstehen, ich habe eine Lebensmission zu erfüllen.“ Später erklärte Basulto, dass er die Aktivitäten der Gruppe als eine Art zivilen Ungehorsams gegen das kubanische Regime betrachte und als Beweis dafür, dass ein solcher Ungehorsam möglich sei.

### Internationale Reaktionen auf den Abschuss

#### USA
In den USA rief der Vorfall eine breit gefächerte und scharfe Verurteilung Kubas hervor. Der Mitbegründer und Leiter der Cuban American National Foundation, Jorge Mas Canosa, verurteilte den Vorfall als kriegerischen Akt der Castro-Regierung gegen die Vereinigten Staaten. Präsident Bill Clinton unterzeichnete den vom Kongress verabschiedeten, jedoch zuvor von ihm abgelehnten Helms-Burton Act, der das Wirtschaftsembargo gegen Kuba deutlich verschärfte.
Die Hinterbliebenen der drei kubanischstämmigen Todesopfer mit US-Staatsangehörigkeit bekamen im Dezember 1997 von einem US-Gericht insgesamt 187 Millionen US-Dollar Wiedergutmachungszahlung zugesprochen, wovon ihnen vier Jahre später 58 Millionen Dollar aus in den USA eingefrorenen Konten der kubanischen Regierung ausgezahlt wurden. Da das vierte Todesopfer kubanischer Staatsangehöriger war, hatten dessen Hinterbliebene keine Möglichkeit, den kubanischen Staat vor einem US-Gericht zu verklagen. Die Familien der übrigen drei Opfer traten ihnen jedoch 3 Millionen Dollar aus ihren eigenen Entschädigungszahlungen ab.

#### Kuba
Fidel Castro bezeichnete den Abschuss der Flugzeuge in einem Time-Interview direkt nach dem Vorfall „als unumgängliche Notwendigkeit […], obwohl man sich bewusst gewesen sei, dass dies die USA politisch ausschlachten würden.“
Miguel Alfonso Martínez vom kubanischen Außenministerium sagte in einem Interview, dass während der letzten 20 Monate zur Brothers to the Rescue gehörende Flugzeuge 25-mal den kubanischen Luftraum verletzt hätten. Er fragte: „Was würde geschehen, wenn ein unidentifiziertes Flugzeug, oder auch ein identifiziertes, geflogen von einem erklärten Feind der USA über Washington fliegen würde? Was würden die US-Verantwortlichen tun? Würden sie erlauben, den Flug ungestört fortzusetzen?“
Martínez sagte außerdem, dass die beiden abgeschossenen Flugzeuge „keine gewöhnlichen zivilen Flugzeuge“ gewesen seien, wie von US-Seite behauptet. „Dies ist kein Fall eines unschuldigen zivilen Fliegers, der, weil seine Instrumente versagten, seinen vorgegebenen Luftkorridor verlassen hatte und sich in den Luftraum eines fremden Landes verirrte.“ „Diese Leute wussten, was sie taten. Sie waren gewarnt. Sie wollten verschiedene Aktionen unternehmen, die klar dazu bestimmt waren, die kubanische Regierung zu destabilisieren, und die US-Verantwortlichen waren über deren Absichten informiert.“

## Der Fall Juan Pablo Roque
Einer der Piloten der Gruppe war der kubanische Schläfer-Agent Juan Pablo Roque, ein ehemaliger MiG-Pilot. Dieser verließ die Gruppe unerwartet am 23. Februar 1996, genau einen Tag vor dem Abschuss der Flugzeuge, und verschwand nach Havanna, wo er die Brothers to the Rescue verurteilte. Roque war ein ehemaliger Major der kubanischen Luftwaffe und hatte angegeben, vier Jahre vorher aus Kuba geflohen zu sein. Er wurde demzufolge schnell von den Brothers to the Rescue angeheuert, für die er einige Missionen flog.
Roque bestritt, für die kubanische Regierung zu arbeiten. Er erklärte, er sei in seine Heimat zurückgekehrt, weil er mit den Methoden der Brothers to the Rescue nicht mehr einverstanden gewesen sei. Er sprach auch von Plänen, Militärbasen in Kuba anzugreifen und die Kommunikationsstrukturen der Landesverteidigung auszuschalten. Am 26. Februar 1996 erschien Roque im kubanischen Fernsehen, wo er die Brothers to the Rescue als illegale, anti-kubanische Organisation brandmarkte, deren hauptsächliches Ziel es sei, Vorfälle zu provozieren, die geeignet sind, die Beziehungen zwischen Kuba und den Vereinigten Staaten weiter zu verschlechtern. In einer Befragung bei der ICAO sagte er, dass die Gruppe geplant habe, Anti-Personen-Waffen nach Kuba zu transportieren und Hochspannungsleitungen zu zerstören, um die Stromversorgung in Kuba zu unterbrechen.
In seiner Zeit in Miami stand Roque in ständigem Kontakt zum FBI und wurde auch von ihm bezahlt. Die Erklärungen Roques warfen Fragen zur Rolle einiger Behörden, insbesondere des FBI und der CIA, bei Aktivitäten der Exilkubaner auf. Ein Sprecher des Weißen Hauses bestritt jedoch jegliche Beziehungen zwischen nordamerikanischen Geheimdiensten und den Brothers to the Rescue und betonte gleichzeitig, dass die Gruppe keine Frontorganisation dieser Dienste sei und auch nicht von ihnen bezahlt werde.
Der von Roque im Februar 1996 in Florida zurück gelassenen Ehefrau, die sich als Betrugsopfer des kubanischen Geheimdienstes sah, sprach ein Gericht 2001 in einem Verfahren gegen die kubanische Regierung 27,1 Millionen US-Dollar für erlittene psychische und physische Traumata zu. Von dem Betrag erhielt sie in der Folge jedoch nur einen Bruchteil.